# Funckens gränd

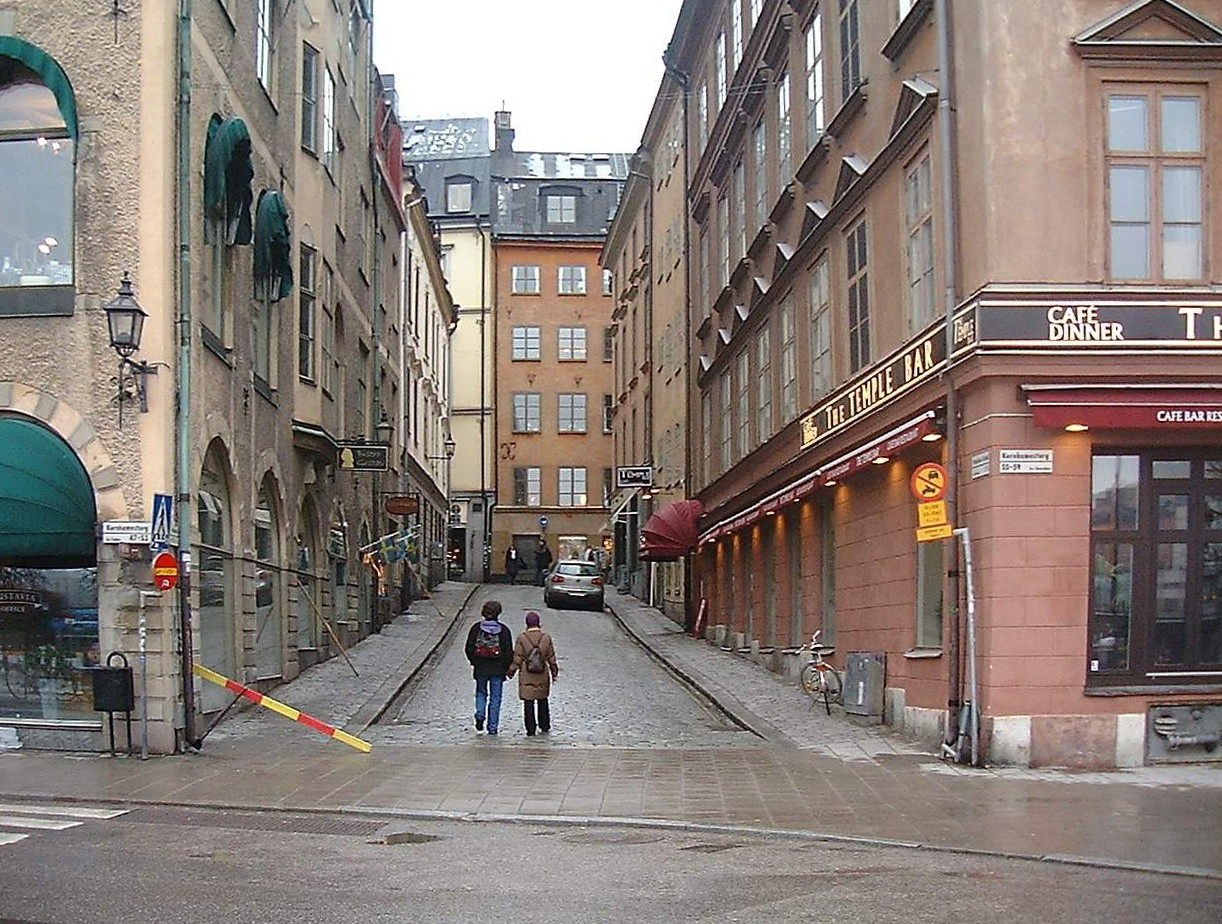
Funckens gränd sedd från Kornhamnstorg.

Funckens gränd (även Funkens gränd) är en gränd i Gamla Stan, Stockholm som går mellan Västerlånggatan och Kornhamnstorg. 

## Historik
Gränden har haft flera namn. Under 1600-talet hette den Funckens grendh (1666), Bredgränden och under 1500-talet hette den Stråbucks gränd och Henrik Stråbucks gränd.
Personen som givit namn åt gränden är Thomas Funck från Stralsund, som den 19 augusti 1644 fick upplåtelse av staden att bygga hus på två tomter vid Åkaretorget, numera Kornhamnstorg. Efter dennes död 1645 ägdes fastigheterna av sonen Johan Funck.